# 珍愛網
珍愛網是中華人民共和國一家婚戀網站，在線下設有實體店，珍愛網有專職紅娘，有時會電話聯絡相親者，在實體店會見並了解、指導相親者。公司總部位於廣東省深圳市。珍愛網前身是成立於1998年5月的中國交友中心。2004年更名為珍愛網。截至2016年，珍愛網在28個城市開設36家直營店。珍愛網存在註冊用戶信息審核不嚴，用戶利用虛假身份詐騙等問題，此外珍愛網的線下門店亦存在逼迫用戶購買VIP服務等醜聞。截至2019年3月14日，在聚投诉网站上投訴珍爱网的案件數量達2997件，投诉量為婚恋交友行业第一。

## 外部連結
- 官方网站